# 섬유세닐말미잘
섬유세닐말미잘(학명: Metridium senile)은 섬유세닐말미잘과에 속하는 말미잘의 일종이다. 섬유세닐말미잘속(Metridium)의 일종으로, 플루모스 아네모네(plumose anemone)의 일종이며, 북아메리카 섬 북서부 해안에서 발견된다.

## 형태
섬유세닐말미잘의 기저부는 기둥보다 상당히 넓으며 암석이나 다른 기질에 부착되어 있다. 기둥은 길고 매끄러운 원통형이며, 점액질로 덮여있는 끈적끈적한 표면이 특징적이다. 빨판은 없고 체벽에는 깊은 홈이 있다. 입(oral disc)은 기둥을 돌출시키는 몇 개의 곡선 부분으로 넓고 깊게 갈라져 있다. 가늘고 뾰족한 촉수는 큰 개체에서는 매우 많고, 작은 개체에서는 더 작고 상대적으로 더 길다. 구판의 가장자리 근처에 있는 촉수는 밀집되어 있고 짧은 반면 구판 안쪽으로부터 더 멀리 있는 것은 길고 분산되어 있다. 섬유세닐말미잘의 색 범위는 크지만 중앙 입 주위의 오렌지 붉은 입을 제외하고는 어느 표본에서나 색이 균일하다. 색상은 흰색, 아이보리색, 분홍색, 주황색, 빨간색, 회색, 갈색, 녹색이 있다. 촉수는 반투명하지만 흰색 띠가 있을 수 있고, 일부 개체는 어두운 기둥과 연한 족반을 갖고 있다. 섬유세닐말미잘의 형태는 다양하다. 그것은 1000개가 넘는 촉수를 가지고 있으며 마치 깃털처럼 보인다. 키는 30cm까지 자랄 수 있으며 족반은 15cm정도이다. 촉수의 길이도 비슷하다. M. senile var. pallidus는 훨씬 작고 족반이 1인치를 남는 경우는 거의 없으며 200개 미만의 촉수를 가진 훨씬 덜 꼬인 구판을 가지고 있다. 크기가 작을 때에도 이미 성적으로 성숙한 왜소한 종으로 보인다. 또한 많은 중간 형태들이 있다.
요하네스 페터 뮐러는 섬유세닐말미잘을 "모든 말미잘 중에서 가장 아름답다"고 묘사하기도 했다. 촉수들이 나무 가지처럼 펼쳐진 모습은 인상적인 모습이지만 썰물이 오고 말미잘이 공기에 노출되어 뒤로 젖혀지면 낮고 불규칙한 모양인 매력적이지 않은 모습이 될 수 있다.

## 특징
섬유세닐말미잘은 한개의 성으로 생명을 시작하고 나이가 들면 다른 성으로 변한다. 난자나 정자는 격막을 덮고 있는 격막근에 내장된 생식선에서 발달한다. 이들은 입을 통해 배출되며, 수정되면 플라눌라가 된다. 플랑크톤에서 1~6개월 정도 표류한 후 정착하여 어린 개체로 성장한다. 이 점은 플룸 아네모네가 탄생을 하고 나서부터 어떤 식으로든 새로운 지역으로 퍼질 수 있다는 것을 의미한다. 플룸 아네모네 은 무성 생식을 통해 개체수를 증가시킬 수도 있다. 개체는 반으로 쪼개져 두 개의 유기체로 성장함으로써 이진 핵분열을 겪을 수 있다. 분열이 되기 전에 새로운 개체로 자라는 배엽을 발달시킬 수 있다. 기저 자상(basal laceration)으로 알려진 단편화는 개체 수를 급격히 늘릴 수 있는 또 다른 메커니즘이다. 아쿠아리움에서 아네모네는 때때로 자신의 몸 조직을 남겨두며 유리벽과 같은 단단한 표면을 가로질러 미끄러지는 것을 볼 수 있다. 일주일 혹은 그 이상이 지난 후, 각각의 조직들은 디스크와 촉수가 발달하는 것을 볼 수 있고 적절한 시기에 새로운 개체로 성장한다. 성장속도는 하루에 0.6~0.8mm씩 지름을 증가시키는 정도로 빠르다. 생후 5개월이 되면 평균 지름이 45mm에 이르는 것으로 밝혀졌다. 1856년, 영국의 토르베이에서 물에 잠긴 판자가 준설선에 의해 수면으로 올려졌는데, 다양한 크기의 섬유세닐말미잘이 400마리 이상이 살고 있는 것으로 밝혀졌다. 판자의 한쪽 면에 있는 개체는 모두 흰색인 반면 다른 한쪽은 주황색인 개체들만 있었다. 자연학자 Philip Henry Gosse는 이에 대해 글을 쓰면서 각 판자 면 위에 정착한 단일 개체의 파편화로 인한 개체가 서식하고 있었다고 추측했다.

## 먹이
섬유세닐말미잘은 물살에 떠다니는 작은 유기체를 잡아 먹는다. 먹이는 주로 요각류와 벌레 유충, 연체동물 유충, 해초강, 단각목과 만각류 등이다. 바다거미 Pycnogonum littoraled와 황달팽이 Epitonium, 넙치, 가자미, 도미 black bream, black seabream 등에 의해 먹혔다는 자료가 있다.

## 서식지
섬유세닐말미잘은 바위, 인공 구조물, 자갈과 조개껍질에 붙어있다. 흐름이 강한 곳을 선호하며 작은 개체는 돌 아래나 그늘진 곳과 낮은 해안에 서식한다. 그것은 특히 부드럽고 큰 바위의 밑면을 선호한다. 더 깊은 곳에서 더 큰 개체는 때때로 말뚝, 물에 잠긴 파이프, 부두 지지대 및 항구 벽에 풍부하다. 비스케이만에서 노르웨이와 아이슬란드까지 유럽의 북서쪽 해안에서 발견된다. 보통 북아메리카의 동쪽과 서쪽 해안에서 발생하며 남아프리카 해역까지 흘러 도착하기도 한다. 약 100미터 깊이의 낮은 해안과 얕은 해수층에서 발견된다.